# 박리순
박리순(? ~ )은 조선민주주의인민공화국의 정치인이다. 조선로동당 중앙위원회 후보위원이다.

## 경력
2010년 9월, 제3차 조선노동당 대표자회에서 조선로동당 중앙위원회 후보위원으로 선출되었다.